# Непина
Непина — деревня в Кудымкарском районе Пермского края. Входила в состав Белоевского сельского поселения. Располагается северо-западнее от города Кудымкара у северной границы села Белоево. Расстояние до районного центра составляет 20 км. По данным Всероссийской переписи населения 2010 года, в деревне проживало 124 человека (59 мужчин и 65 женщин).

## История
По данным на 1 июля 1963 года, в деревне проживало 208 человек. Населённый пункт входил в состав Белоевского сельсовета.